# Rhynchospora miliacea
Rhynchospora miliacea är en halvgräsart som först beskrevs av Jean-Baptiste de Lamarck, och fick sitt nu gällande namn av Asa Gray. Rhynchospora miliacea ingår i släktet småag, och familjen halvgräs. Inga underarter finns listade i Catalogue of Life.